# Коррида
Корри́да (исп. Corrida) — наиболее распространённая форма боя быков, традиционное испанское зрелище, практикующееся также и в некоторых других странах, в частности в Южной Америке.

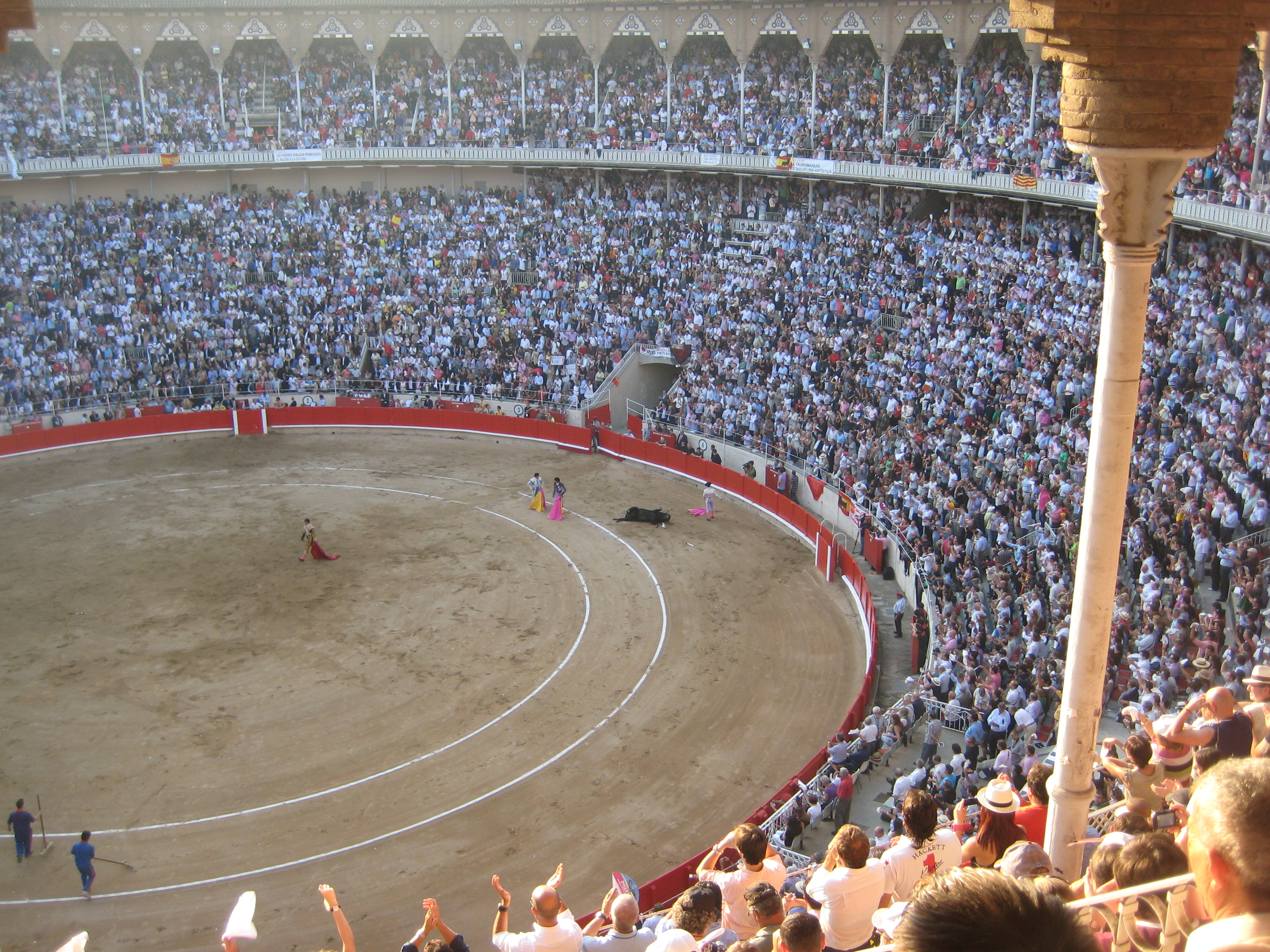
Последняя коррида в Барселоне на "Торос Монументаль", 25.09.2011

Само слово corrida образовано от глагола correr, главное значение которого «бежать». У этого глагола есть и иные значения, в частности, correr una suerte — претерпеть какую-либо судьбу. Поэтому очень приблизительно смысл словосочетания corrida de toros можно перевести как «бег быков». Испанцы в обиходе называют корриду просто toros, то есть «быки».
Все правила, касающиеся проведения корриды и других представлений с быками, а также выращивания быков и обучения будущих тореро, регулируются в Испании Королевским декретом, утверждающим Регламент.

## Происхождение и историческое развитие
История корриды, вероятно, восходит к бронзовому веку, к иберам, населявшим Пиренейский полуостров и почитавших быка в качестве священного животного. Возможно, первоначально убийство быка было ритуальным. Подобные церемонии существовали и у других средиземноморских народов Старой Европы, в частности, у древних греков. Так, в Афинской обрядности существовал архаичный праздник убийства священного быка (буфоний) в честь Зевса-Градодержца, который заключался в убийстве быка и в суде над виновниками этого. Установленные части быка после этого приносились в жертву Зевсу, остальные служили пищей людям. В этом обряде убийства быка усматриваются ритуальные истоки предтеатра.
Известно, что в Средние века к битвам с быком питали пристрастие Карл Великий, Альфонсо X Кастильский. К концу XV века коррида становится развлечением благородного сословия. С быком сражается кабальеро, рыцарь на коне. Те, кто ещё недавно бились с маврами и готовились встретить смерть на поле брани, снова могли испытать себя на арене.
В XVI веке без корриды не обходились многие крупные праздники. В Мадриде бои устраивали на центральной площади (Пласа-Майор), где происходили важнейшие для страны события, а в дни коронационных торжеств короли выходили приветствовать народ. Коррида в этот период становится фактором культуры. Однако уже в Средние века корриду пытались запретить. В середине XVI века папа Пий V издал эдикт, запрещающий бои быков под страхом отлучения от церкви — однако отмены строгих церковных санкций добился сам испанский монарх.
Пешая коррида появляется в начале XVIII века. Причиной изменения обычаев является, по всей видимости, неприязнь короля-француза Филиппа V к этой испанской традиции, вследствие чего коррида становится праздником людей низших классов, не имевших своих лошадей (или боявшихся рисковать ими). Место рождения современной корриды — Андалусия. В последующие сто лет появляются первые известные тореро, разработавшие ритуалы и приёмы современной корриды, — Хоакин Родригес, Хосе Дельгадо Герра, Педро Ромеро Мартинес. Бой быков быстро развивается на протяжении XIX столетия, а его «Золотым веком» считаются 1910–1920-е годы, когда выступают Хуан Бельмонте (считается лучшим тореро всех времён и отцом современного стиля корриды), Хосе Гомес (он же «Хоселито»), Рафаэль Гонсалес. После Гражданской войны 1936–1939 годов, когда появляются новые выдающиеся матадоры, популярность корриды быстро возрастает. Одновременно с этим в XX веке в Испании появилось масштабное движение за отмену проведения корриды. В последние десятилетия популярность корриды падает, сейчас у неё много противников, особенно среди защитников животных. 25 сентября 2011 года на последнюю корриду на стадионе Монументаль в Барселоне собрались более 20 тысяч зрителей.

## Боевой бык
В корриде участвуют быки особой породы, по фенотипу близкие к туру. Различается много характеристик боевых быков, особо ценится их соответствие одному из 7 идеальных образцов («каст»). Быки выращиваются на особых фермах (ganaderías), и перед боем в загривок быка втыкается маленький цветной вымпел, по которому можно определить происхождение быка. Также об этом можно узнать по клейму и из плаката, который часто показывается перед выходом быка.
В корриде участвуют быки возрастом не менее 4 лет (и, как правило, не более 6). Иногда регламентируется масса быка (не менее 450 кг).
В символическом плане бык, часто чёрный, может быть интерпретирован как олицетворение смерти, что придаёт поединку ритуальный характер. Вместе с тем, этика корриды требует от тореро относиться к быку не как к жертве и проявлять должное уважение к его силе и храбрости.
У быка на арене очень невелики шансы остаться в живых после боя. Если это всё же произошло, бык будет использован для разведения, но никогда не будет снова выпущен на арену.

## Арены для боя быков
Первоначально коррида проводилась на городских площадях, обычно прямоугольной формы (типичный пример — Пласа-Майор в Мадриде). С формированием правил корриды в XVIII веке, для того, чтобы бык не забивался в угол, стали сооружаться круглые площади, первая — в городе Ронда в 1784 году. В течение следующей сотни лет круглые арены были возведены во всех значимых городах Испании.
По своему строению арена напоминает римский цирк, с расположенными амфитеатром местами для зрителей, круглой ареной с песочным покрытием, которая отделена от амфитеатра барьером высотой около 140 см, и служебными помещениями.
Так как солнце в основном светит на одну сторону арены, эта сторона называется «Sol» — солнце. Сторона, находящаяся в основном в тени, называется «Sombra» — тень. Во время корриды существуют места, с которых солнце уйдёт, а также места, где оно может появиться. Самая большая арена для боя быков в мире — это Plaza Monumental в Мехико, в которой более 50 000 посадочных мест.
В Испании арены делятся на три категории. Первая категория — в Мадриде (Лас Вентас), Севилье, Барселоне, Валенсии, Бильбао, Сарагосе, Сан-Себастьяне и Кордове. Вторая категория — арены в столицах провинций и в получившем эту категорию в силу традиции городе Аранхуэс. Третья — все остальные. В селениях, где нет своей арены, для проведения корриды используют портативную арену или огороженную барьерами площадь. Такие арены в прессе называют четвёртой категорией. В то время, когда не проводятся бои быков, арены могут использоваться для проведения концертов и иных зрелищ.

## Порядок корриды
Коррида делится на три части (терции, tercios), две из которых включают «испытания» (suertes, буквально — удача, судьба, вариант; иногда каждую из фаз корриды тоже называют suerte). О начале каждой секции извещает звук трубы.

### До выхода быка

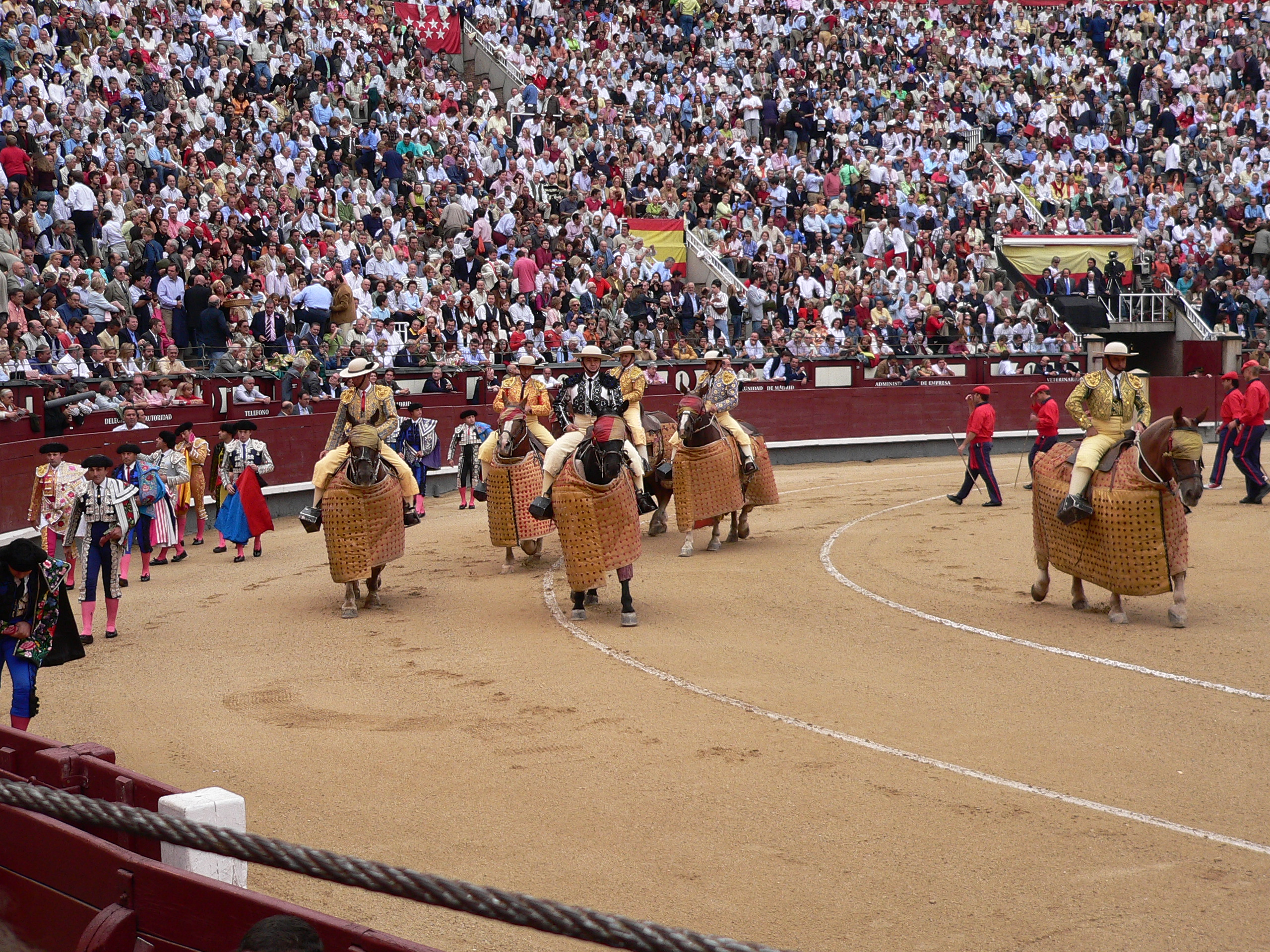
Шествие участников корриды

Афиши корриды содержат стандартную информацию: где, когда и в каком часу состоится коррида, имена участвующих в ней матадоров и название ганадерии (фермы), предоставившей быков.
В день боя быков, обычно в полдень, представители матадоров или новильеро посещают загон арены, чтобы решить, кто с какими быками будет выступать. Иногда быков группируют так, чтобы самый лёгкий бык попал в пару с самым тяжёлым, а бык с самыми длинными рогами попал в пару с быком с самыми короткими. Номера быков пишутся на листках бумаги и кладутся в шляпу. Затем представители вытягивают по бумажке каждый, определяя, с какими быками будут выступать их наниматели. После «sorteo» (жеребьёвки) следует разделение быков («apartado») в индивидуальные загоны, где они остаются до боя. Женщинам-матадорам (в отличие от мужчин) представляется право выбрать быка самостоятельно.
Коррида начинается (обычно — в 5 часов вечера) с шествия участников (el paseíllo), смыслом которого является представить себя президенту корриды и публике.
Президент, presidente — мэр города или иной представитель гражданских властей — подаёт сигналы к началу каждой части корриды и распоряжается о награждении матадора. Для этого он использует цветные платки:
- Белый — чтобы дать сигнал к началу представления, к выходу быка, к смене «испытаний», вынести предупреждение матадору и для подтверждения трофеев.
- Зелёный — чтобы вернуть быка в стойло.
- Красный — дать сигнал к использованию особых, «чёрных» бандерилий.
- Голубой — означает круг почёта для убитого быка.
- Оранжевый — чтобы объявить «прощение» (indulto) быка.

У шествия существует свой порядок, размещающий участников в следующей последовательности:
- В первом ряду располагаются матадоры (с исп. — «убивающий»), становясь слева — старший (по опыту), справа — следующий, и в центре — самый молодой (неофит).
- По обе стороны от матадоров едут альгвасили (официальные лица) на лошадях.
- Во втором ряду идут трое подчинённых (помощников) самого старшего из матадоров.
- В третьем — трое подчинённых среднего.
- В четвёртом — самого младшего.
- В пятом ряду следуют два пикадора самого старшего из матадоров.
- В шестом — среднего.
- В седьмом — младшего.

Закрывают шествие рабочие арены.

### Первая терция
Иначе называется «терция пик» (tercio de varas). Начинается с того, что из загона выбегает бык, и его сначала встречают помощники тореро с плащами.

#### Испытание плаща (капоте)
Капоте — это большой тяжёлый (4–6 кг) плащ, красный (но чаще розовый) с одной стороны (с той, которую показывают быку) и жёлтый с другой. Капоте используют как матадор, так и подчинённые для встречи быка при его выходе на арену. Используется капоте как в артистических приёмах, так и непосредственно в поединке. Из-за тяжести этого атрибута его берут обеими руками. Бой с капоте, особенно ценимый в Латинской Америке, применяется матадором в первых двух терциях и его квадрильей в течение всей корриды, чтобы «бежать на быка, останавливать, фиксировать».

#### Выход пикадора
На арене нарисовано два белых круга. Пикадор должен оставаться за пределами внешнего круга, чтобы принять на себя атаку быка во время первой терции. В то же время тореро должны удерживать быка в пределах внутреннего круга до того, как он нападёт на пикадора. Когда пикадор встречает быка, тореро и помощники становятся слева от лошади.
Бык наносит жестокие удары рогами в бок лошади. С 1928 года лошадей стали защищать особыми доспехами, которые смягчают удары.
В целом травмы лошадей на корриде часты. Иногда быку удаётся перевернуть коня. Бывает, что всадник при этом оказывается придавленным лошадью: большинство травм, наносимых на корриде пикадорам, происходит именно от этого. На всех аренах имеется ветеринарный пункт для лошадей.

### Вторая терция
Известна как «терция бандерилий», эпизод с короткими украшенными копьями. Целью состязания является разъярение быка с сохранением его сил. Участники стремятся «оживить» или «развеселить» быка, поэтому бандерильи также называют «увеселителями». Выполнение этой части корриды поручается помощникам матадора бандерильеро, хотя иногда сам матадор исполняет этот эпизод. В каждой квадрилье есть шесть бандерилий и три бандерильеро, которые па́рами подходят к быку на разовый бросок, у каждого бандерильеро второй подход проводится с другим напарником, чтобы бык не смог однозначно выбрать цель для атаки.

### Третья терция
Последняя терция — «терция смерти» — включает в себя подготовку быка к смерти при помощи мулеты и его убийство шпагой. Хотя все эпизоды боя тореро посвящает какому-нибудь человеку, именно в этом «номере» обычаи более укоренённые. Перед последней терцией первого быка каждый матадор должен испросить разрешения председателя корриды (остатки церемоний этикета, которыми изобилуют бои быков). В момент получения орудий убийства тореро, держа мулету и шпагу в левой руке, а шляпу в правой, идёт к человеку, которому он собирается посвятить свою «работу». Подойдя к нему с непокрытой головой и вытянутой рукой, он произносит посвятительную речь, после чего бросает шляпу человеку, которому посвятил быка. Если матадор посвящает быка всей присутствующей публике, он выходит на середину арены; поворачиваясь кругом, приветствует шляпой зрителей и бросает её на арену через плечо. Традиция гласит, что хорошим предзнаменованием считается, когда шляпа падает дном вниз, а плохим — дном вверх; поэтому иногда тореро переворачивают её, если она упала дном вверх. Хотя сейчас уже не провозглашаются посвящения в стихах, раньше это был очень распространённый обычай. Особенно красочными являлись те, в которых тореро отдавались собственной находчивости, произведения которой часто оказывались небрежными и неотделанными.

#### Испытание мулеты

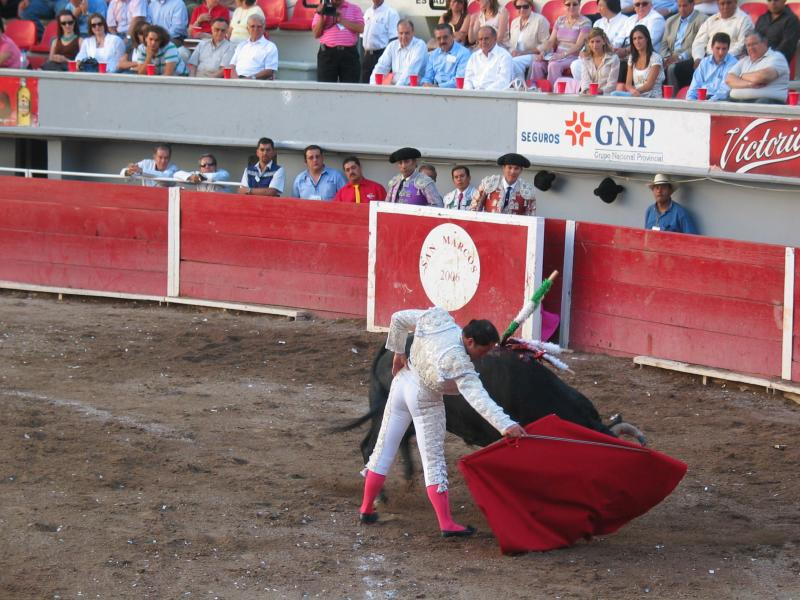
Тореро с мулетой

Маэстро при помощи мулеты (небольшой красный плащ, натянутый на деревянную палку длиной около 50 см) играет с быком, стараясь подпустить его как можно ближе, используя разнообразные ловкие приёмы. Основные техники работы с мулетой (всего их существует достаточно много):
- El Natural — мулета берётся без шпаги в левую руку, затем тореро выискивает расстояние с быком, выбрасывает вперёд мулету и, когда бык срывается с места, выбрасывает ногу для того, чтобы разбить прямолинейное движение быка. Даётся свободный ход руке, чтобы бык продвинулся как можно дальше, заканчивая понизу. Обычно за этой фигурой следует pase de pecho (два этих приёма — «джентльменский набор» матадора, обязательная программа с мулетой).
- El Derechazo — используется та же техника, что и в предыдущем приёме, но с мулетой вместе со шпагой в правой руке.
- Pase De Pecho — после двух предыдущих ходов бык полностью проходит под низко опущенной мулетой или остаётся рядом, причём тореро должен стоять на месте. Приём проделывается в противоположном направлении, чем первые два, в зависимости от того, какой рукой он проводится. Эта фигура считается самой важной из всех, по ней оценивается мастерство матадора.
- Trinchera — осуществляется справа налево, сокращая атаку быка при помощи проведения мулеты понизу, с целью подчинить и сосредоточить быка.

#### Решающий удар

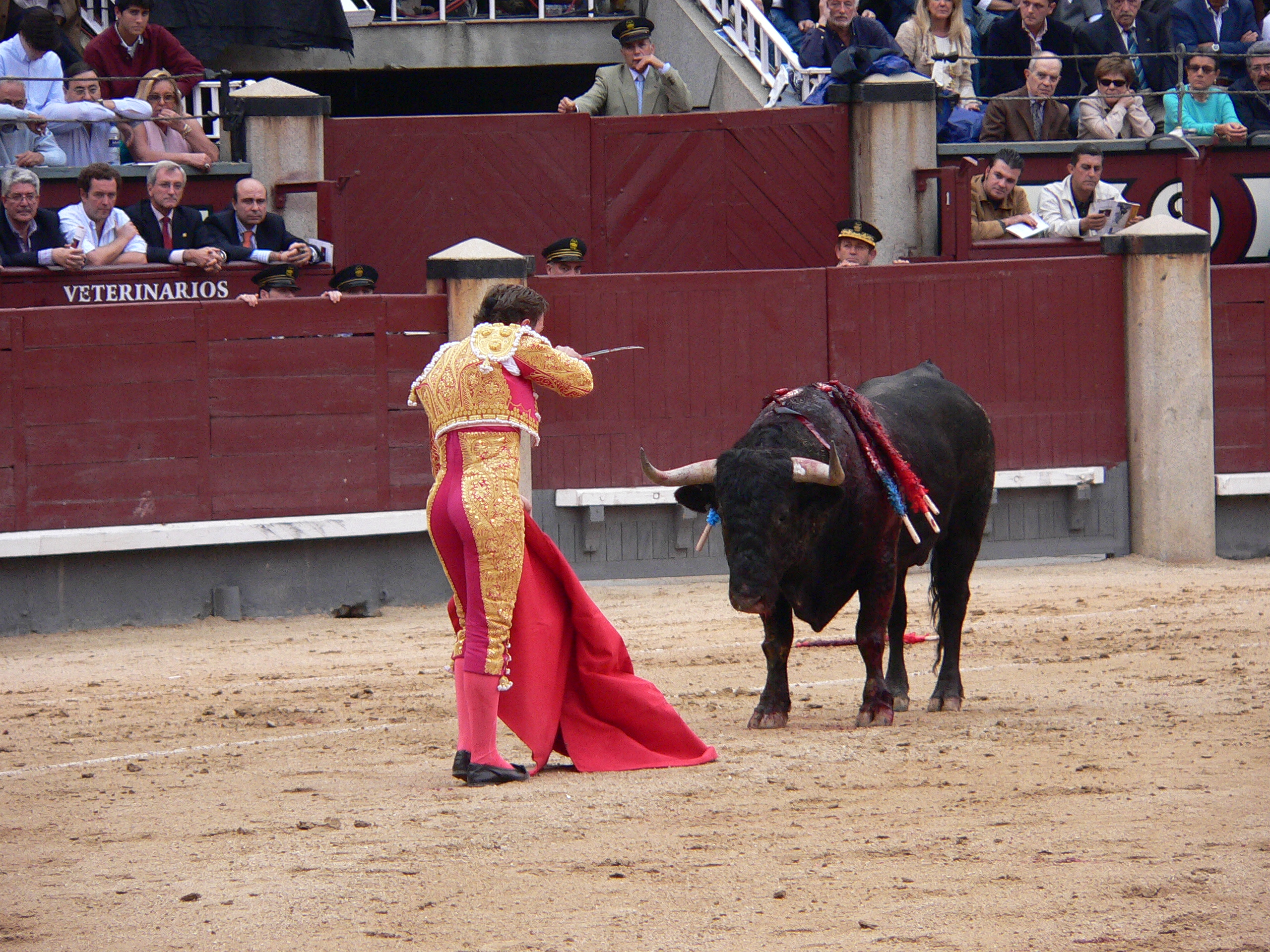
Матадор нацеливает шпагу, чтобы вонзить её в сердце быка

После проведения артистической работы с быком, когда он утомлён и обессилен, наступает решающий момент — смерть быка, и это является кульминацией корриды. На ранних этапах развития корриды быка убивала вся квадрилья. Сейчас это делает исключительно матадор.
Бык должен быть убит в течение 10 минут после начала третьей терции. Если этого не произошло, тореро даётся первое предупреждение. Через 3 минуты даётся второе предупреждение. Если ещё через 2 минуты бык жив, то звучит третий сигнал, а быка уводят, чтобы заколоть во внутреннем дворе арены. Такое развитие событий является позорным для любого тореро.
Убийство всегда реализуется лицом к животному, и целью является ввести шпагу в промежуток между передними рёбрами, чтоб попасть в сердце и вызвать как можно более быструю смерть. Существуют различные способы его осуществления:
- Recibiendo — это самая древняя и опасная форма убийства быка. Когда у быка есть силы, чтобы сделать бросок, матадор становится на благоприятном расстоянии по прямой линии с правым рогом быка, чуть согнутой мулетой и правой рукой, в которой шпага, приставленной к груди, локоть на высоте плеча. Сам бык приходит к тореро.
- Volapié — это способ убить обессиленного и стоящего на месте быка. Тореро бежит по направлению к животному, держа мулету понизу в левой руке, заставляя быка склонить голову, в этот момент правой рукой вонзает шпагу. Один из самых распространённых способов убийства.
- Al Encuentro — с места срываются и бык, и тореро, встречаясь посередине пути.

Этот момент может быть реализован двумя способами, в зависимости от того, где находится тореро после нанесения удара шпагой — Suerte Natural, когда матадор остаётся между барьером арены и быком, либо Suerte Contraria, когда бык остаётся между барьером и матадором.
Обычно матадору требуется 3 или 4 удара шпагой, прежде чем бык упадёт. Во времена расцвета корриды не убить быка шпагой с нескольких сделанных попыток считалось позором, хоть и не являлось редкостью (антирекорд — 34 попытки). В нынешние времена такие неудачи происходят довольно часто, и в этом случае тореро использует другой меч, с крестовиной у конца лезвия (descabello), чтобы повредить спинной хребет быка. Как только бык упадёт, бандерильеро втыкает в это же место маленький нож (puntilla), чтобы не доставлять животному лишних мучений (если этого не делать, то смерть быка наступает в результате внутреннего кровотечения, которое может длиться до 6 минут). У мёртвого или ещё агонизирующего животного отрезают трофеи — уши и хвост. Далее несколько мулов вытаскивают тушу убитого быка с арены, после чего оно передаётся мясникам, которые ждут снаружи. Мясо быка потом продаётся в рестораны. В Андалусии мясо такого быка не едят, так как там есть своя порода мясных быков — ретинто, поэтому мясо идёт на корм животным.

## Место корриды в культуре

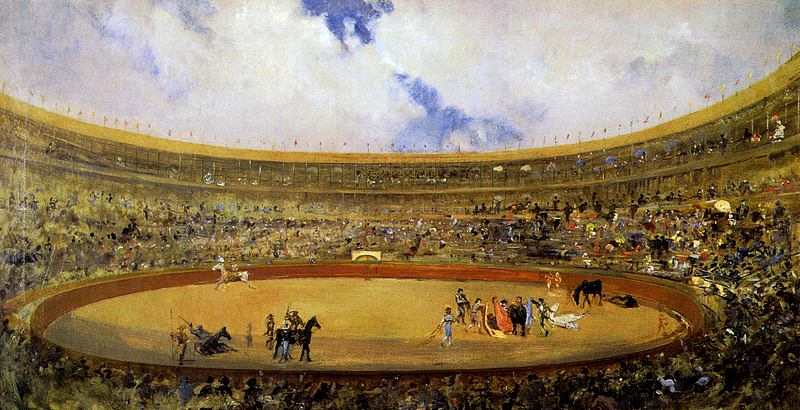
Рамон Марти-и-Альсина (1826 - 1894) — арена боя быков в Барселоне

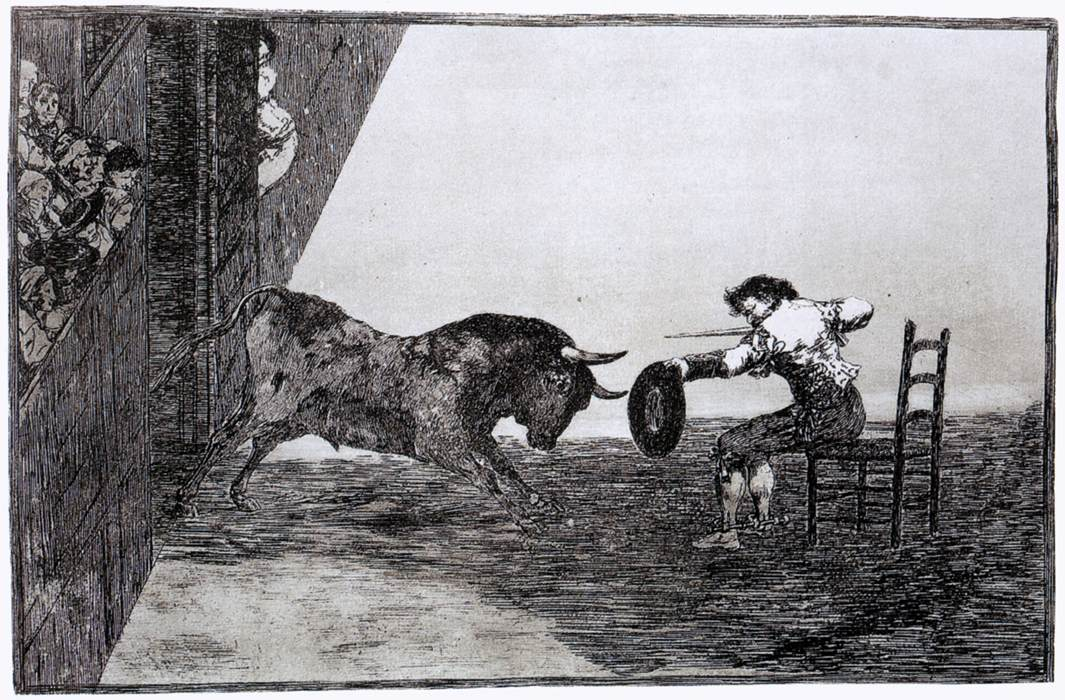
Гравюра Ф. Гойи из цикла «Тавромахия»

Коррида считается одним из воплощений испанского национального духа. Другое название корриды — «национальное празднество» (la fiesta nacional). Бык вообще (в особенности — его характерное изображение в виде силуэта) воспринимается как один из символов страны и даже неформально помещается на флаг Испании вместо герба.
В драматургии XVI–XVII веков, в том числе у Лопе де Вега, Тирсо де Молина, Кальдерона, часто фигурирует раненый тореро или тореро, только что победивший быка.

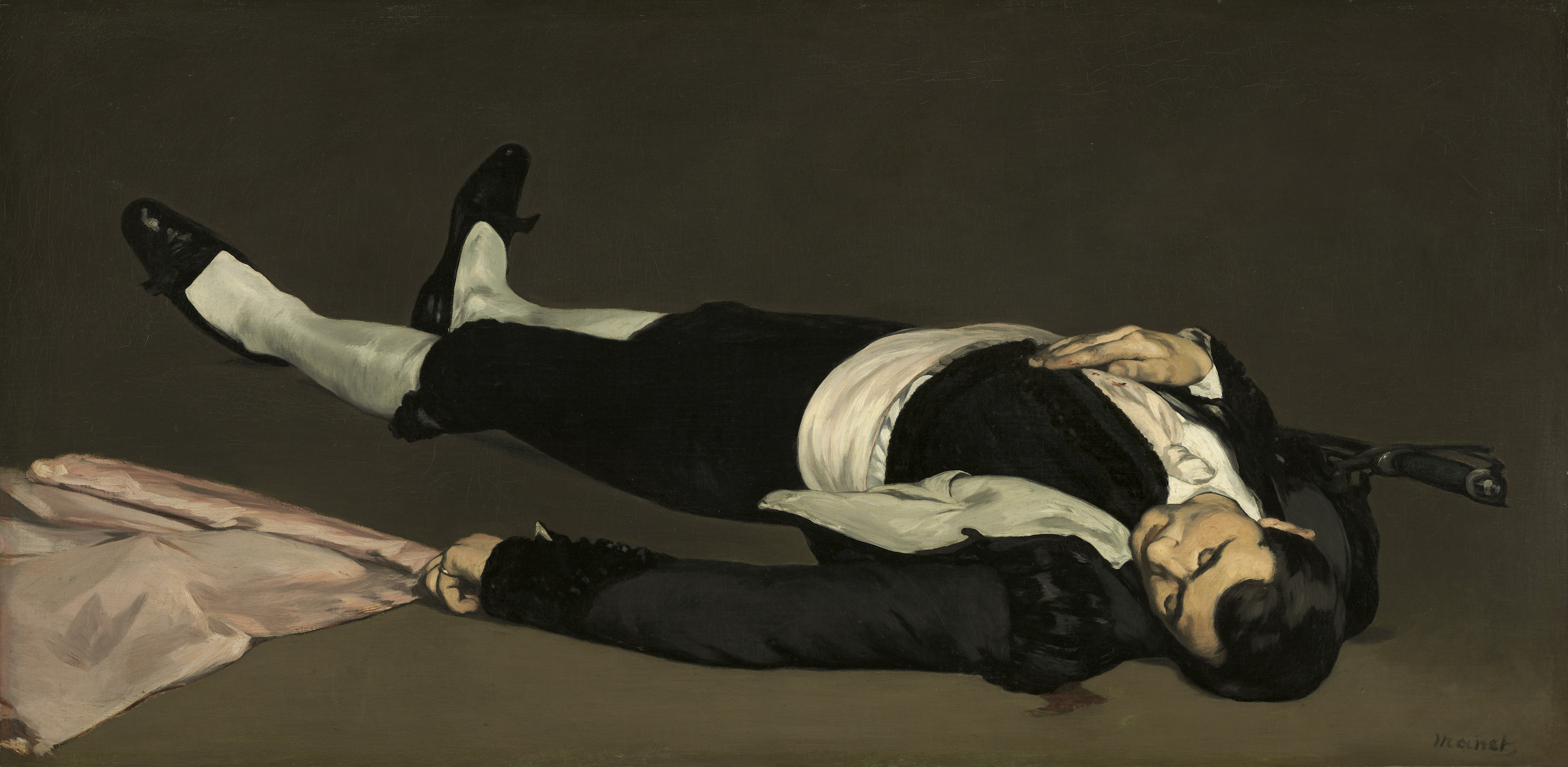
«Мёртвый тореро», картина Эдуарда Мане. (1864 –1865 гг).

Тавромахия и тесно связанная с ней тема смерти занимает большое место в творчестве испанских художников (множество работ Гойи — выделяют даже поджанр «корриды в стиле Гойи», Пикассо), писателей, поэтов (Гарсиа Лорка), кинематографистов (Альмодовар и другие). Сюжет корриды также встречается в произведениях французских деятелей культуры Лора Жюно (герцогиня д’Абрантес), П. Мериме, Т. Готье, А. Дюма-отца, Ж. Бизе, Э. Мане, Ван Гога, Ж. Кокто. Американский писатель Эрнест Хемингуэй был ценителем и поклонником корриды и написал рассказ-исследование о ней «Смерть после полудня».  Также, многие нюансы корриды раскрываются в произведени Э. Хемингуэя "И восходит солнце (Фиеста)", где главные герои посещают корриду в городе Памплона. В настоящее время коррида активно используется в образах, создаваемых в рамках поп-культуры.
Коррида (или другое зрелище с участием быков) — обязательный элемент программы любых городских и даже многих сельских праздников. В каждом городе существует несколько клубов любителей корриды (по-испански — «peña taurina»), имеющих свою униформу и любительский оркестр (который выступает на корридах, играя традиционный пасодобль — жанр, сформировавшийся благодаря корриде).
Вместе с тем, в целом зрелище постепенно теряет свои как популярность, так и уважение среди граждан. На родине корриды, в Испании, по данным социологического опроса в 2004 году, 84,2 % опрошенных заявляли о том, что коррида их не интересует, 32 % выступали против неё, считая её жестоким зрелищем.
Как утверждает автор портала «Newsru.com», в данный момент популярность корриды снижается из-за активности движений за права животных. В 1998 году Европейское сообщество осудило корриду и запретило придавать ей статус культурного мероприятия. В законодательстве Испании не введено полного запрета корриды, однако зарабатывание на ней происходит в основном за счёт туризма.
В некоторых литературных произведениях звучала недвусмысленная критика корриды:
Я не мог и не хотел видеть, как вынесли шпагу главному убийце и он втыкал её в бычье сердце. Только по бешеному грохоту толпы я понял, что дело сделано. Внизу уже ждали тушу с ножами сдиратели шкур. Единственное, о чём я жалел, это о том, что нельзя установить на бычьих рогах пулемётов и нельзя его выдрессировать стрелять.Владимир Маяковский «Моё открытие Америки»
Это зрелище вредное: оно развращает тех, кто его видит, — люди привыкают наслаждаться мучениями животного. Впятером нападать на одного глупого быка — ведь на это способны только жалкие трусы! И зрителей это учит трусости. Бык умирает, а люди остаются жить и усваивают урок.Джек Лондон «Безумие Джона Харнеда»
При этом Джек Лондон никогда не был в Испании.

### Коррида в литературе и искусстве
- Влас Михайлович Дорошевич. «Гладиаторы».
- Влас Михайлович Дорошевич. «Игра жизнью».
- Джек Лондон. «Безумие Джона Харнеда».
- Иржи Ганзелка, Мирослав Зикмунд. «По Кордильерам» (Přes Kordillery); глава «Бой быков в Ла-Пасе».
- Хью Лофтинг. «Путешествия доктора Дулиттла».
- Эрнест Хемингуэй. «Опасное лето».
- Эрнест Хемингуэй. «Непобеждённый».
- Эрнест Хемингуэй. «Фиеста (И восходит солнце)».
- Висенте Бласко Ибаньес. «Кровь и песок».
- Евгений Евтушенко. «Коррида» (поэма).
- Ильф и Петров. «Одноэтажная Америка».

### Музеи
В 1949 году в испанском городе Бадахос открыт частный Музей корриды (Museo Taurino de Badajoz). В экспозиции в основном представлены костюмы, плакаты, фотографии и документы, отображающие историю корриды в городе и историко-географической области Эстремадура от XVI века до настоящего времени.

## Жертвы

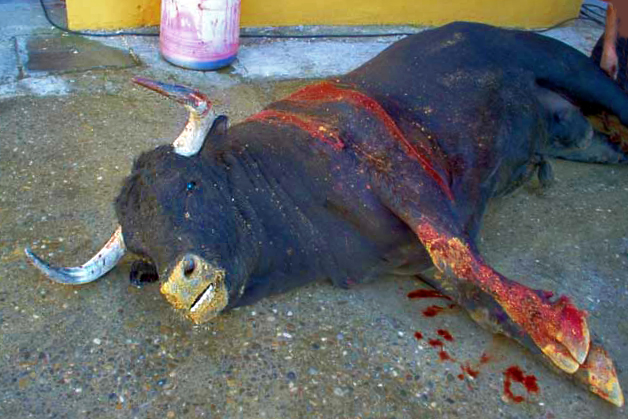
Убитый бык

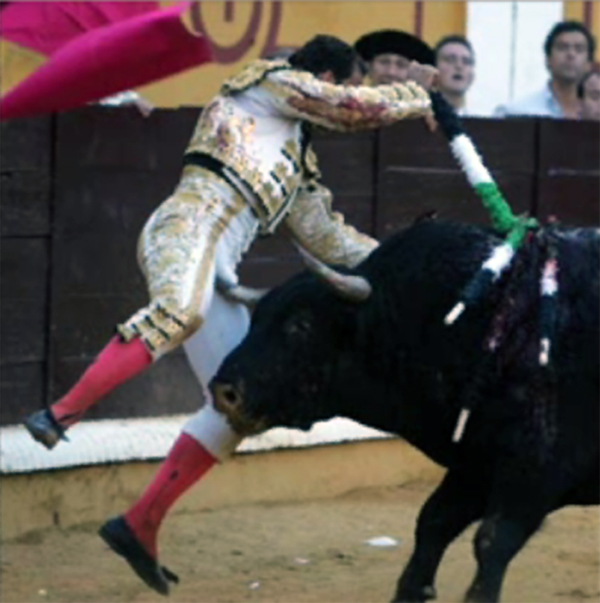
Бык ранит бандерильеро в область паха

В Испании, Франции и Португалии ежегодно проводится порядка 6 тысяч коррид и новильяд, на которых погибает около 30 тысяч быков. При этом за XIX–XX века в Испании во время боёв погибло 63 матадора (в том числе известнейшие Пепе-Ильо, Хосе Гомес Ортега по прозвищу Хоселито (1895–1920) и Манолете (Мануэль Родригес, 1917–1947, всего он получил за карьеру 30 ранений)), а также 350 бандерильеро, пикадоров, помощников и церемониймейстеров.
У мадридской арены Лас-Вентас воздвигнуты памятники погибшим матадорам, а также открывателю пенициллина Александру Флемингу от благодарных тореро (после введения антибиотиков смертность резко сократилась). Ранения, в том числе серьёзные, весьма часты. Чаще всего ранения наносятся в бедро, пах, мошонку, брюшную полость, реже — в грудную клетку и шею.
Также велик травматизм среди лошадей пикадоров, которые ещё в начале XX века считались заранее обречёнными на смерть.
9 июля 2016 года в испанском городе Теруэль бык во время корриды нанёс смертельные ранения матадору Виктору Баррио. До того последний случай гибели матадора в Испании был зафиксирован 30 августа 1985 года, когда погиб Хосе Куберо.
15 августа 2023 года на корриде, проводившейся в предместье Мадрида, бык поднял на рога профессионального тореадора Алехандро Конкеро из Андалузии, серьёзно повредив ему прямую кишку и сломав рогом копчик.
Во Франции последний случай гибели матадора зафиксирован в июне 2017 года (до этого в течение 96 лет на французских аренах не было зафиксировано ни одного случая смерти или гибели матадора).

## Награды быка и тореро
Иногда, если бык проявляет особую смелость и публика просит об этом президента арены, то, после того как быка убьют, его тушу провозят по арене по кругу (vuelta) и зрители ему аплодируют. Если бык проявил исключительную смелость и публика просит президента арены сохранить быку жизнь, то он может даровать быку «прощение». В этом случае убийство быка имитируется с помощью бандерильи или просто руки. Обычно бык после этого становится племенным (semental).
Матадору, показавшему выдающееся искусство, присуждаются трофеи. Они идут в следующей очерёдности: с согласия публики матадор может сделать круг почёта по арене. Если большая часть публики просит председателя, обычно размахивая белыми платками, он присуждает одно ухо (una oreja). Если публика просит и президент сам считает выступление отличным, он может присудить два уха (dos orejas). Если он считает представление выдающимся, он может присудить два уха и хвост (dos orejas y rabo), также называющиеся «высшими наградами» (los máximos trofeos). Вплоть до 1960-х годов был ещё один тип награды: копыто (pata), ценившееся дороже хвоста. Если быка «прощают» и отпускают с арены живым, матадор получает символические трофеи — два уха или два уха и хвост, в зависимости от качества его выступления. Трофеи срезаются с мёртвого быка и отдаются матадору или новильеро, который затем совершает один или несколько кругов почёта по арене. Если он получил хотя бы два уха в течение всего боя быков, он заслуживает право быть вынесенным с арены на плечах публики (salida en hombros).
Награды быку и матадору установлены в Регламенте представлений с быками.
С другой стороны, публика может высказать и неодобрение в форме молчания, свиста и выбрасывания на арену подушек, на которых зрители сидят на каменных или бетонных ярусах арены. Впрочем, выбрасывание на арену подушек может означать только невоспитанность некоторых зрителей.

## Борьба за запрет корриды
Активисты — противники боёв быков проводят различные акции перед крупными фериями в Испании, а также противостоят (иногда удачно) организации корриды за пределами традиционного ареала её распространения (например, в России в 2001–2002 году).
В Испании коррида больше не проводится на Канарских островах (хотя петушиные бои, являющиеся частью местных традиций, там продолжаются). В 2004 году Барселона была объявлена «городом, свободным от корриды» (каталонские националисты приветствовали этот шаг, выступая одновременно за сохранение каталонских национальных забегов с участием быков), однако силы закона это заявление не приобрело (в силу того, что вопросы корриды относятся к ведению центрального правительства) и корриды в Барселоне по-прежнему проводились регулярно. 28 июля 2010 года парламентарии Каталонии проголосовали за запрет корриды с 2012 года.
В 2007 году в Испании стартовала кампания по запрету трансляции корриды. От трансляций отказался центральный телевизионный канал TVE. Представители канала заявили, что «её политике противоречит показ сцен насилия и излишней жестокости в то время, когда телевизор смотрит малолетняя аудитория».
18 декабря 2009 года региональным парламентом Каталонии было принято решение о запрете корриды. В парламент были переданы 127 тысяч подписей противников корриды, собранных испанской Ассоциацией защиты прав животных и Всемирным обществом защиты животных, и 180 тысяч подписей, собранных общественной организацией «Проу». Это позволило начать парламентские дебаты о возможности такого запрета. Уже за пять лет до запрета 30 % каталонцев высказались против корриды, 80 % заявили о своём равнодушии к зрелищу. В итоге 25 сентября 2011 года в Каталонии на барселонском «Торос Монументаль» прошли последние бои быков.
По мнению журналиста Вячеслава Козлова, к победам защитников прав животных можно отнести замену настоящих быков на деревянные муляжи в ходе народной забавы «Огненные быки». Однако это продиктовано скорее требованиями безопасности зрителей и участников действия.

### Аргументы противников корриды

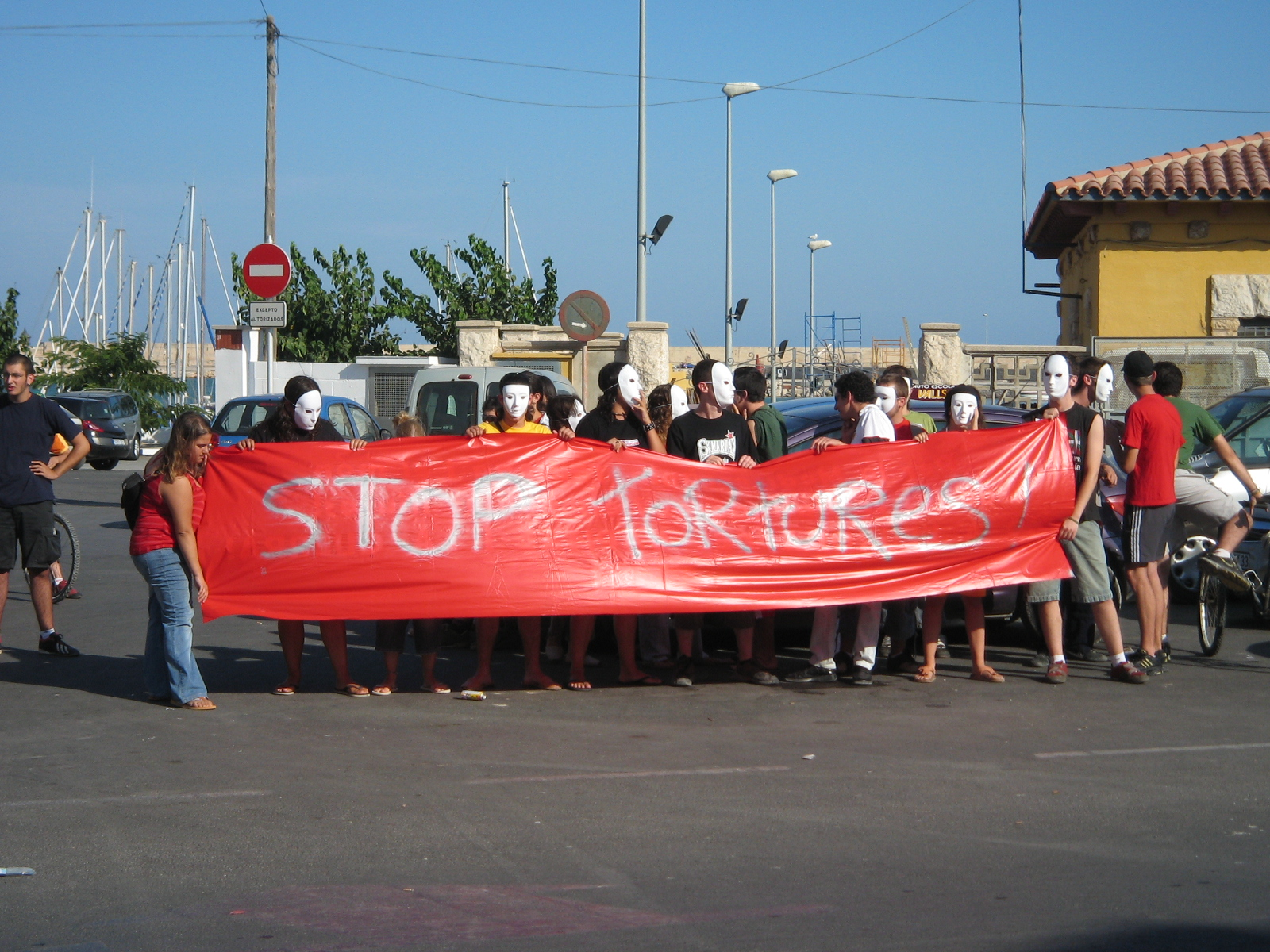
Демонстрация-протест против корриды в городе Винарос

- Существует масса развлечений, а также востребованных профессий, дающих возможность рисковать собственными здоровьем и жизнью без применения жестокости и насилия по отношению к более слабым и делая это не только не во вред кому-либо, но зачастую даже с практической пользой для окружающих (парашютный спорт, парапланеризм, каскадёрство, испытание новых моделей, байдарочный спорт, гонки и т. п.). Существуют и бескровные состязания с быками, также популярные в Испании.

### Аргументы сторонников корриды
- Коррида является неотъемлемой частью испанского культурного наследия и национальной идентичности[25].
- Тореро в бою демонстрирует красивое искусство, подобное балету (словарь Королевской академии испанского языка определяет тавромахию как искусство[26]).
- Страдания быка не превосходят то, что претерпевают многие сельскохозяйственные животные, однако бык, в отличие от них, погибает с достоинством и в случае проявления исключительной смелости может быть «прощён» и оставлен в живых. Прощение быка (indulto) — большая честь для матадора[27].

## Другие формы корриды и подобных ей зрелищ
Кроме пешей и конной корриды с молодыми и взрослыми быками, в Испании есть другие популярные зрелища с участием быков:
- прогон быков — во всевозможных вариантах, в том числе по городу (энсьерро);
- «огненные быки» — к быку, сейчас обычно муляжу, прикрепляются фейерверки и петарды, и он преследует празднующих;
- «рекорте» — демонстрация приёмов, иногда акробатических, непрофессионалами без оружия, проводятся национальные конкурсы.

Энсьерро часто является «предисловием» к корриде, например в Памплоне, при этом желающие могут бежать перед быками. Энсьерро регулярно сопровождается травмами людей.
Также существует комическая коррида (например, «Пожарный-тореро») с участием клоунов и карликов, обычно без убийства быка.

## Коррида вне Испании

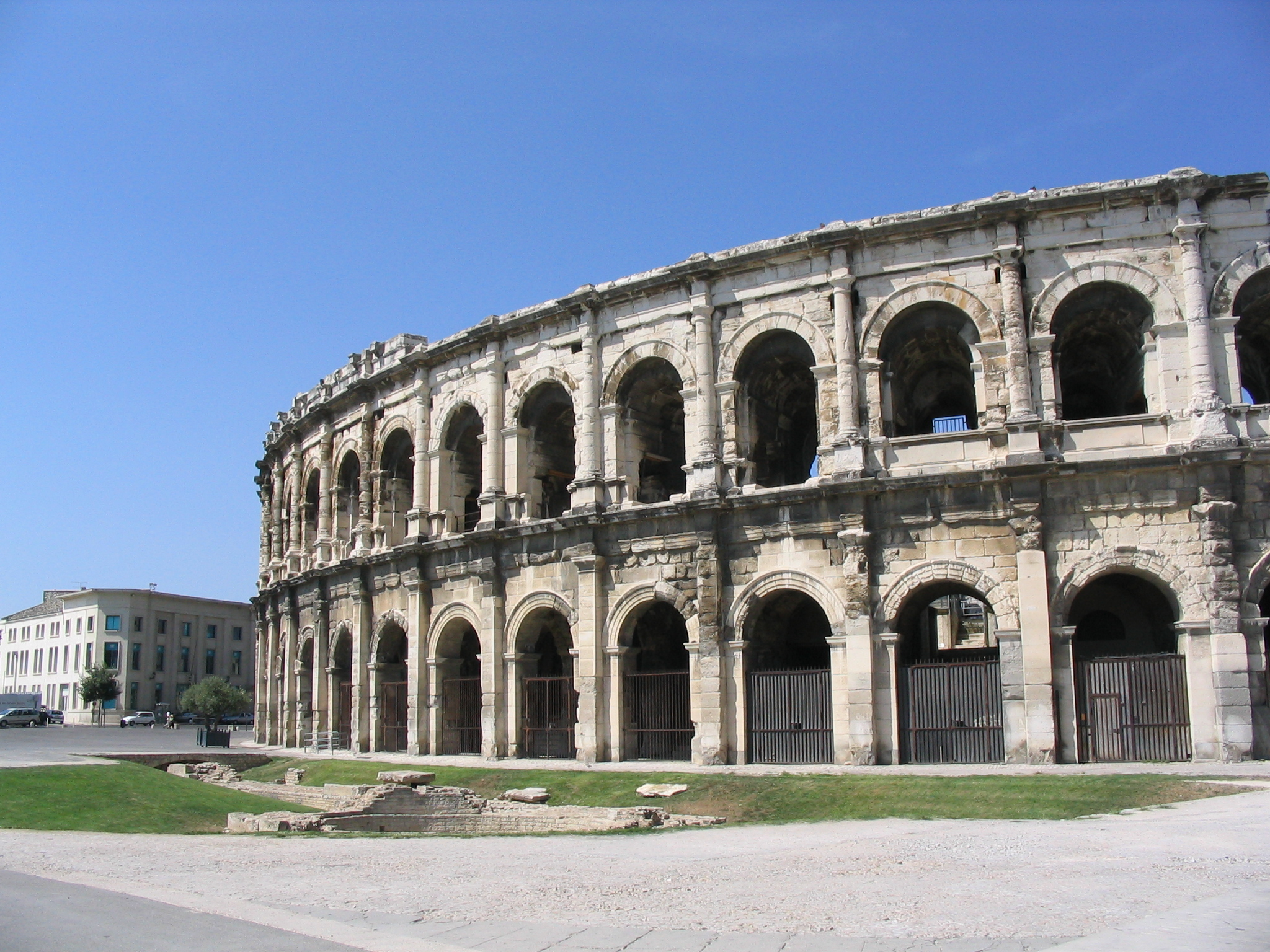
Римский амфитеатр в Ниме, используемый как арена для боя быков

### Франция

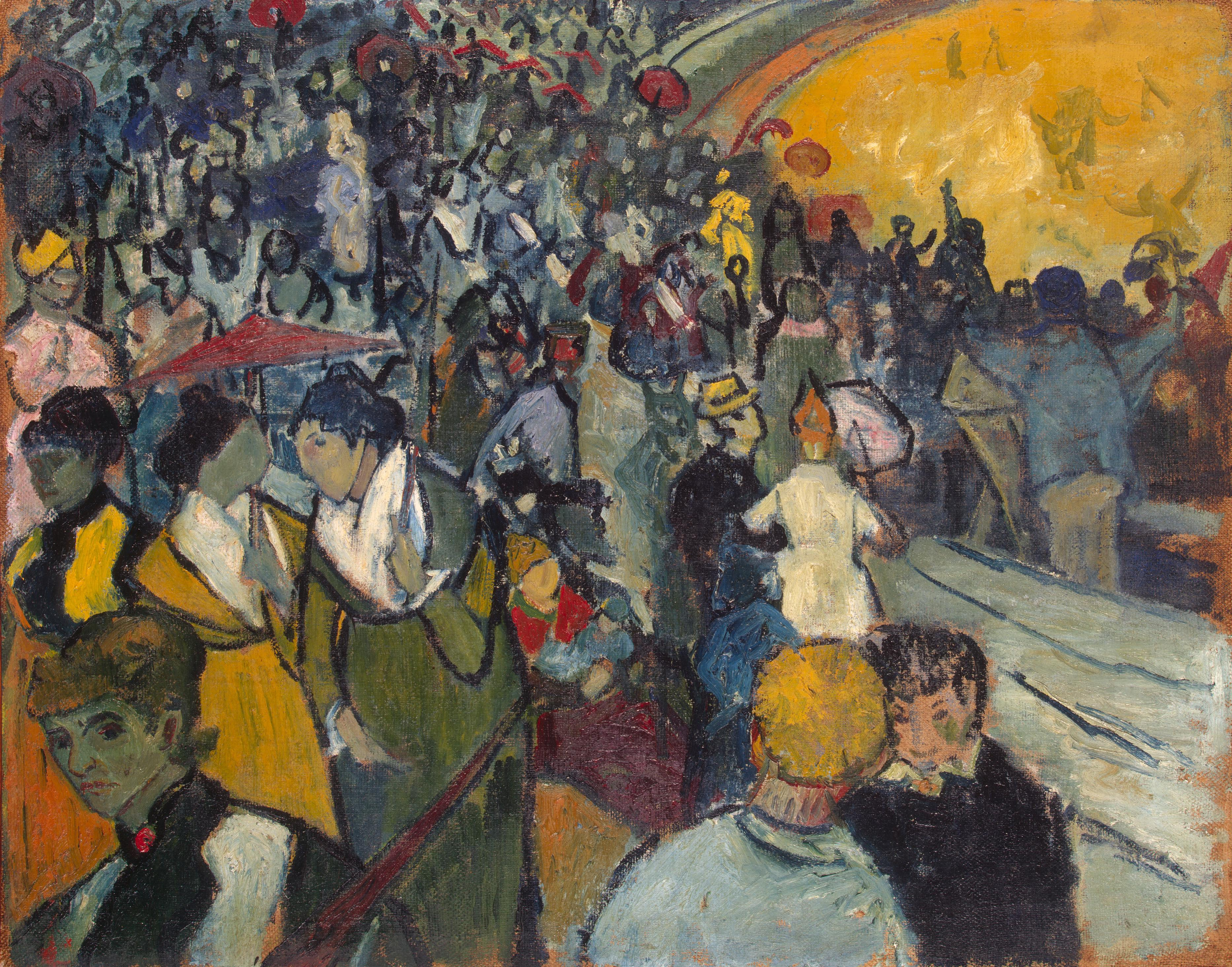
Винсент Ван Гог, картина «Арена в Арле» (1888)

На юге Франции, в Провансе и Лангедоке широко распространена коррида по испанским правилам (главные арены — Ним и Арль). Кроме этого, существуют традиционные народные формы тавромахии, подобные испанским: в Камарге после забега быков (энсьерро) проводятся конкурсы raseteurs (аналогичные испанским «рекорте»), в которых raseteurs, не причиняя травм самому животному, стараются сорвать с его рогов кокарды и ленточки специальным инструментом. Чем дольше они находятся на рогах быка, тем больше их стоимость.
Другая разновидность французской тавромахии — course landaise с коровами, где одни участники придерживают корову, а другие перепрыгивают через неё (правила разнятся в зависимости от местности).

### Латинская Америка
Коррида по испанским канонам распространена в Мексике (арена в Мехико — не только самая большая в мире, но и одна из самых престижных, на одном уровне с испанскими аренами первой категории), Колумбии, Перу, Эквадоре, Венесуэле, Панаме, Боливии. На Кубе проводятся отдельные корриды иностранных мастеров, но к собственно кубинским традициям тавромахия не относится. В Бразилии проводится «торада» португальского образца.
В латиноамериканских странах расположено несколько «ганадерий» (фермы, где выращиваются боевые быки), там проходят важные ферии (главные — в Мехико (Мексика), Кито (Эквадор), Манисалесе, Кали (Колумбия), Мериде, Сан-Кристобале (Венесуэла), Лиме (Перу)). Эти страны, в особенности Мексика, являются родиной многих выдающихся тореро.
В ряде случаев обычаи корриды в Латинской Америке несколько отличаются от испанских. Например, в Мексике матадор делает «круг почёта» по арене в направлении, противоположном тому, в котором это делается в Испании. В целом тавромахия менее укоренена в Новом Свете, чем на Пиренейском полуострове, и иногда воспринимается как наследие европейских завоевателей.

### Португалия

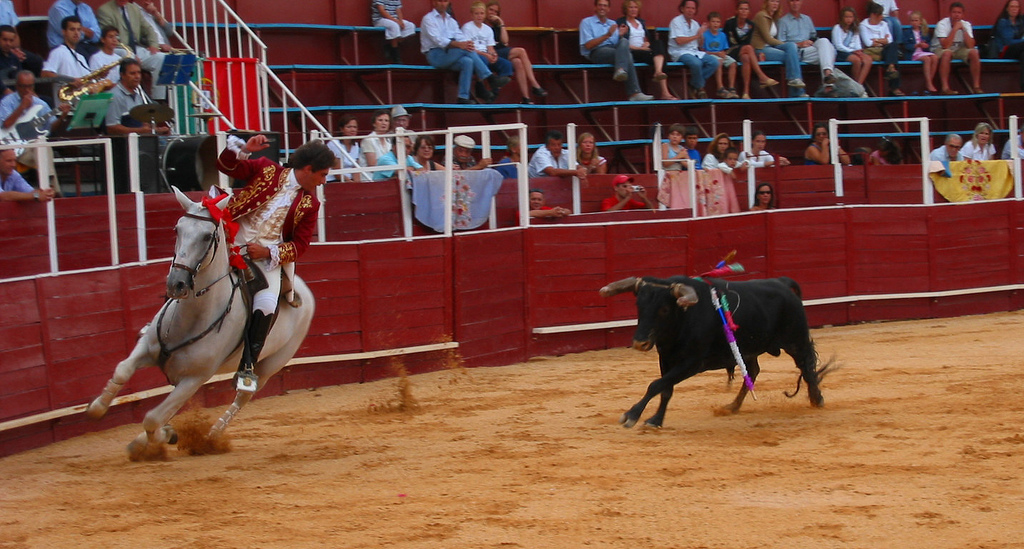
Торада

Португальская вариация боя с быком, называемая «торада» (tourada), значительно отличается от испанской. С XVII века на ней не убивают быка (однако коррида испанского типа с убийством животного может проводиться в приграничных областях). Хотя в тораде часто участвуют и пешие матадоры (которые проводят с быком те же действия, что и в Испании, за исключением его убийства), классический португальский бой быков включает в себя конную часть (главный участник — всадник-кавалейро) и часть, в которой восемь невооружённых фуркадо (слово имеет два перевода — «вилы» и «висельник») усмиряют и уводят быка.

### Другие страны
Бои быков по португальскому образцу и без причинения травм животному регулярно проводятся в Калифорнии. В таких странах, как Филиппины, Китай, и некоторых других (например, Армения) время от времени проводятся бои быков с участием иностранных тореро. Хотя во многих странах действуют клубы любителей корриды, большинство зрителей не способно должным образом оценить работу матадора и его квадрильи, в связи с чем устройство коррид в странах, не имеющих традиций тавромахии, не всегда оправдано.

## Коррида в России в 2001–2002 годах
Мероприятие планировалось провести в спорткомплексе «Олимпийский» в Москве 8 и 9 сентября 2001 года. Первая русская женщина-тореадор Лидия Артамонова, жившая в то время во Франции, предложила продюсерскому центру «Русская академия развлечений» провести цирковое шоу с участием тореадоров из Франции и Португалии. Для него в Москву были завезены 13 боевых быков и 20 коров.
Владелец конной базы из подмосковного Можайска Евгений Матузов был руководителем проекта. По его словам:
Я стал руководителем проекта русской корриды, который оказался чудовищно тяжёлым и невероятно сложным. Скажу честно: гораздо легче уговорить и привезти сюда Мэрилина Мэнсона со всей его аппаратурой, чем доставить 50 быков и тореадоров, расписать сценарий, найти спонсоров и организовать тренировки. Мой рабочий день начинался тем, что я встречал вереницу из 20–30 машин репортёров и вёз их на тренировочную базу, а заканчивался глубоко за полночь сочинением докладов в инстанции по защите животных. Интерес к корриде был огромный, это было основной новостью всех СМИ, но и противодействие этому проекту было громадное: против стали выступать различные организации, включая “Идущих вместе”, не говоря уже о фондах защиты животных.

При этом надо заметить, что мы делали португальский вариант корриды, без убийства быка: ему на холку надевается накладка, куда втыкаются бандерильи, то есть всё делается максимально гуманно, по сути, исполняется некий танец с быками.
По данным газеты «КоммерсантЪ», первым против корриды выступило прокремлёвское молодёжное движение «Идущие вместе».
Запланированное мероприятие подверглось критике со стороны Русской православной церкви. Патриарх Всея Руси Алексий II выступил с заявлением, осуждающим возможное проведение корриды в России.
Выступления против планировавшегося проведения корриды закончились тем, что мэр Москвы Юрий Лужков запретил проведение корриды 27 августа 2001 года, на стадии, уже когда часть билетов на предполагаемое мероприятие была продана. Животных, завезённых для проведения корриды, «Русская академия развлечений» намеревалась отправить на бойню, однако Юрий Лужков подписал распоряжение о сохранении этих быков и коров в репродуктивных целях как редкую породу. Затем они были выкуплены депутатом Ярославской Думы А. А. Симоном, который планировал попробовать организовать корриду в Ярославле в 2002 году. Однако это мероприятие также не состоялось. Впоследствии Симон делал заявления о том, что готов передать быков в руки защитников животных. По заявлению защитников животных, они собрали и выделили по запросу средства на расходы для содержания быков, но впоследствии животные были им переданы только в количестве двух, одно из которых было смертельно ранено; а все остальные были предварительно зарезаны.
Согласно одной из версий, которую приводит издание «Деловая пресса», отмена корриды была выгодна её организаторам, которые были заинтересованы в получении страховой выплаты в 700 тысяч долларов за срыв мероприятия. Однако, по сообщению газеты «КоммерсантЪ», убытки «Русской академии развлечений» и спорткомплекса «Олимпийский» составили более 1,5 миллионов долларов, которые не смогла перекрыть выплата от страховой компании «РОСНО» в 670 000 $.
После отмены корриды тореадор Лидия Артамонова решила переехать в Россию, где ей удалось организовать собственный конный театр, выступавший, в частности, на ВВЦ в 2004 году. Евгений Матузов по состоянию на 2010 год занимался организацией костюмированной охоты для туристов в Подмосковье, в ходе которой не предусмотрена ни стрельба, ни убийство животных.